# ام‌جی اف / ام‌جی تی‌اف
ام‌جی اف / ام‌جی تی‌اف (MG F / MG TF) خودرویی است که از سال ۱۹۹۵ تا ۲۰۱۱ در بریتانیا، نانجینگ و تمدن چین تولید شده‌است.
این خودرو در کلاس رودستر قرار گرفته، طراحی آن خودروهای موتور وسط عقب-محور عقب بوده‌است.